# BDŽ-Serie 500.76
| BDŽ-Serie 50076                       | BDŽ-Serie 50076                       | BDŽ-Serie 50076              |
| ------------------------------------- | ------------------------------------- | ---------------------------- |
| 50276 kurz nach der Auslieferung 1928 |                                       |                              |
| Nummerierung:                         | 50176–50476                           | 50576–50676                  |
| Anzahl:                               | 4                                     | 2                            |
| Hersteller:                           | ČKD                                   | BMAG                         |
| Baujahr(e):                           | 1927                                  | 1931                         |
| Ausmusterung:                         | um 1970                               | um 1970                      |
| Bauart:                               | E h2t                                 | E h2t                        |
| Spurweite:                            | 760 mm                                | 760 mm                       |
| Länge über Kupplung:                  | 9.738 mm                              | 8.800 mm                     |
| Höhe:                                 | 3.540 mm                              | 3.050 mm                     |
| Fester Radstand:                      | 2.000 mm                              | 1.800 mm                     |
| Gesamtradstand:                       | 4.000 mm                              | 3.600 mm                     |
| Kleinster bef. Halbmesser:            | 50 m                                  | 50 m                         |
| Leermasse:                            | 38,8 t                                | 32,3 t                       |
| Dienstmasse:                          | 50,0 t                                | 41,5 t                       |
| Reibungsmasse:                        | 50,0 t                                | 41,5 t                       |
| Radsatzfahrmasse:                     | 10,0 t                                | 08,3 t                       |
| Höchstgeschwindigkeit:                | 30 km/h                               | 30 km/h                      |
| Indizierte Leistung:                  | ca. 470‍–‍500 PSi (≙ 346–368 kW)          | ca. 360‍–‍390 PSi (≙ 265–287 kW) |
| Treibraddurchmesser:                  | 850 mm                                | 800 mm                       |
| Steuerungsart:                        | Heusinger                             | Heusinger                    |
| Zylinderanzahl:                       | 2                                     | 2                            |
| Zylinderdurchmesser:                  | 460 mm                                | 450 mm                       |
| Kolbenhub:                            | 400 mm                                | 400 mm                       |
| Kesselüberdruck:                      | 13 atü                                | 13 atü                       |
| Anzahl der Heizrohre:                 | 80                                    | 65                           |
| Anzahl der Rauchrohre:                | 24                                    | 19                           |
| Rostfläche:                           | 01,83 m²                              | 01,60 m²                     |
| Strahlungsheizfläche:                 | 06,80 m²                              | 06,00 m²                     |
| Rohrheizfläche:                       | 75,96 m²                              | 54,81 m²                     |
| Verdampfungsheizfläche:               | 82,76 m²                              | 60,81 m²                     |
| Überhitzerfläche:                     | 39,17 m²                              | 21,50 m²                     |
| Wasservorrat:                         | 6,1 m³                                | 4,2 m³                       |
| Brennstoffvorrat:                     | 2,0 t                                 | 1,7 t                        |
| Lokbremse:                            | Vakuumbremse, Dampfbremse, Handbremse | Dampfbremse, Handbremse      |
| Zugbremse:                            | Vakuumbremse                          |                              |
| Zugheizung:                           | Dampfheizung                          | Dampfheizung                 |
| Kupplungstyp:                         | Bosna-Kupplung                        | Bosna-Kupplung               |

Die BDŽ-Serie 50076 (fallweise auch in der Form 500.76 geschrieben) sind Dampflokomotiven der bulgarischen Staatsbahn BDŽ, die für den Betrieb auf der Rhodopenbahn von den Firmen ČKD Prag und BMAG gebaut wurden. Nach Lieferung der BDŽ-Serie 60076 kamen sie vorwiegend auf der Schmalspurbahn Červen Brjag–Orjachowo im Güterzugdienst zum Einsatz. Die Lokomotiven unterscheiden sich in ihren Leistungsparametern zwischen den beiden Lieferfirmen deutlich, dennoch wurden sie in eine Nummernserie zusammengefasst. Drei Exemplare blieben erhalten und befinden sich wegen der langen Abstellung im Freien in einem schlechten Zustand.

## Geschichte

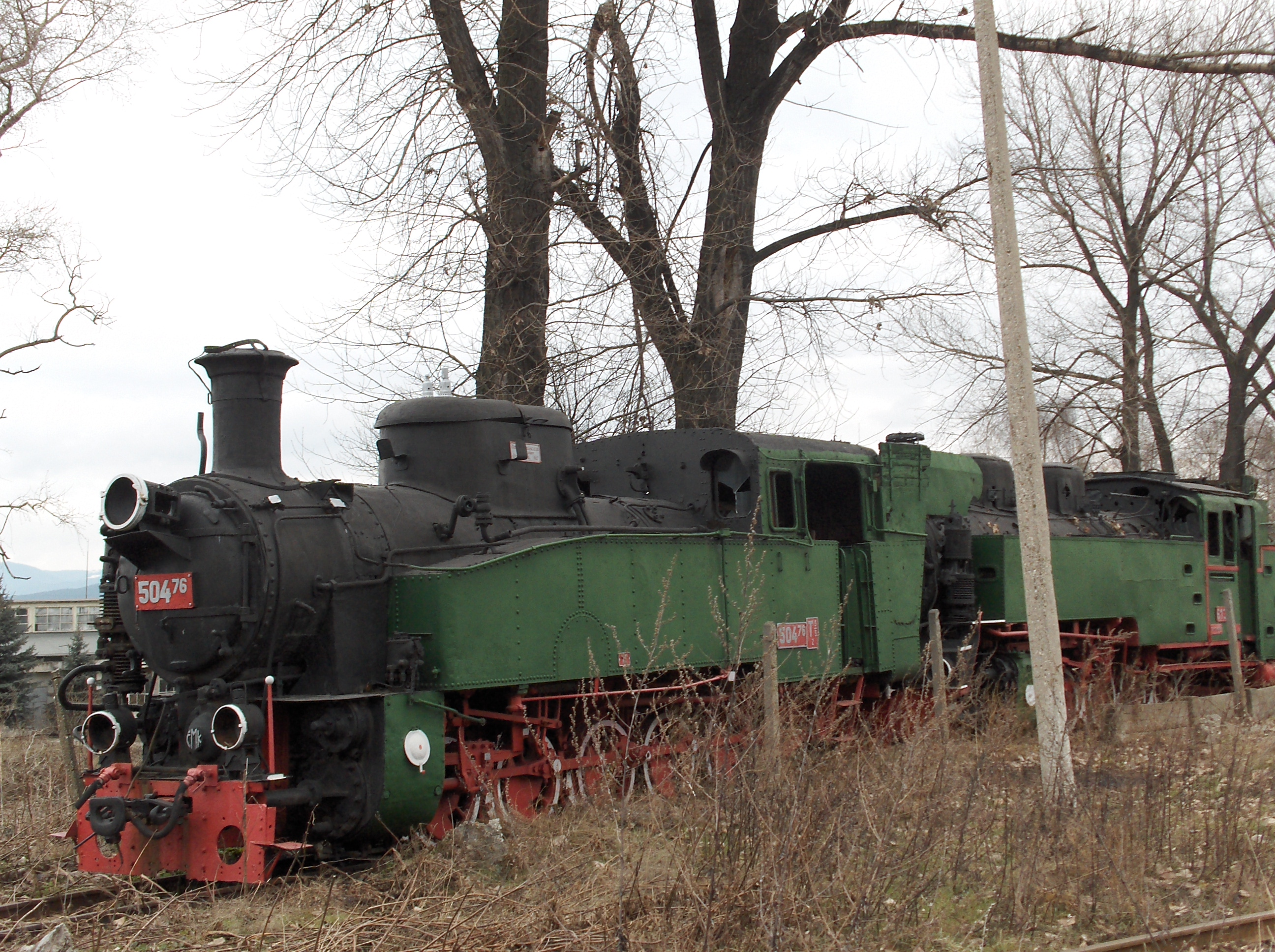
504^{76} abgestellt in Bansko (2007)

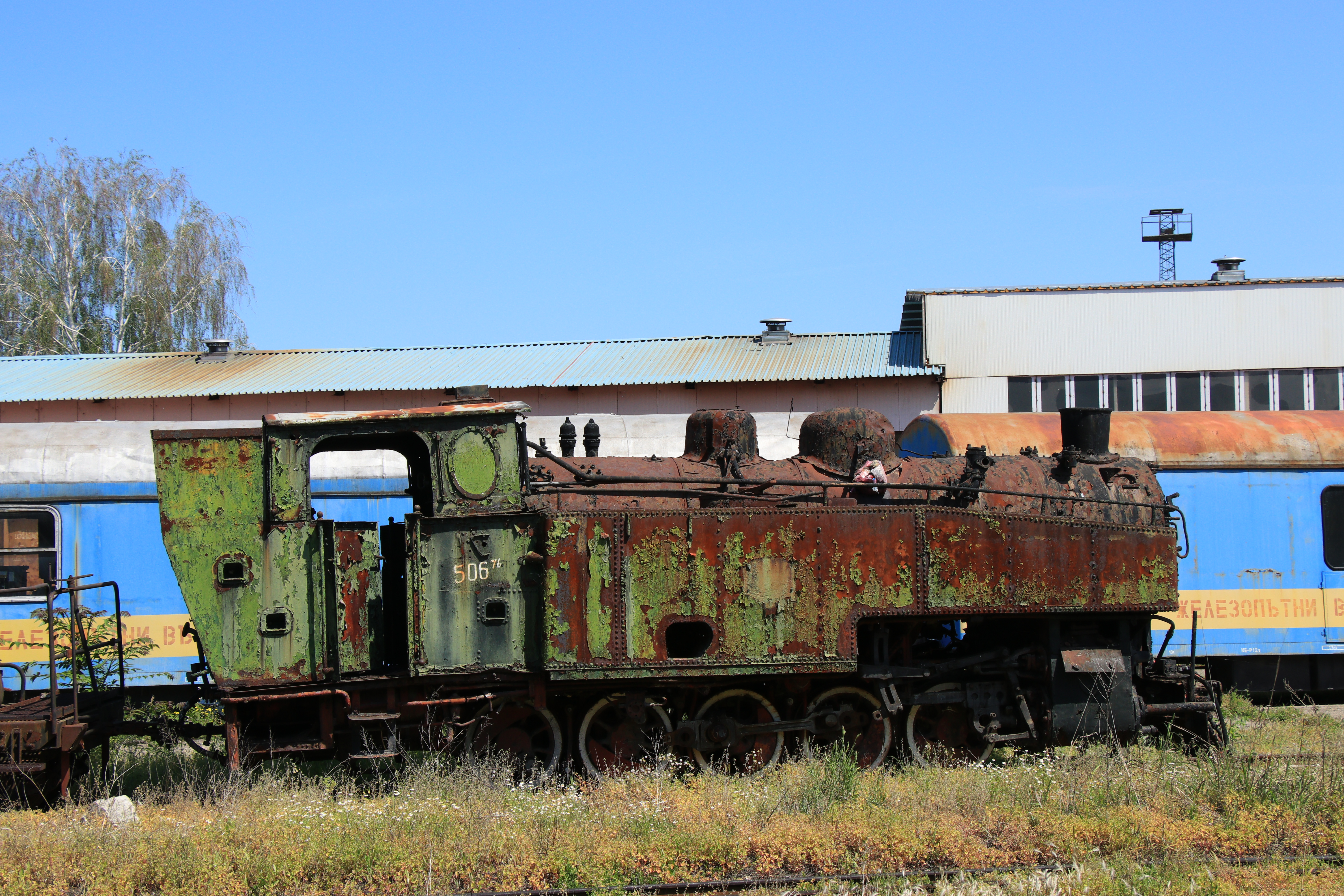
506^{76} abgestellt in Septemwri (2022)

Für den Betrieb auf dem 1926 eröffneten ersten Abschnitt der Rhodopenbahn nach Velingrad (damals noch Ladzene) waren die anfangs eingesetzten Lokomotiven 176 bis 1076 zu schwach, um den Betrieb auf den starken Steigungen zufriedenstellend bewältigen zu können. Daher wurden im Sommer 1928 vier Lokomotiven mit der Achsfolge E von der Firma ČKD in Prag geliefert. Mit diesen fünffach gekuppelten Lokomotiven konnte die Zuglast und Geschwindigkeit entsprechend erhöht werden. 1931 wurden zwei weitere Lokomotiven gleicher Achsfolge von der BMAG geliefert, die deutlich kleiner und leistungsschwächer als die Lokomotiven von ČKD sind. Obwohl beide Lokomotiven große Unterschiede aufweisen, wurden sie in dieselbe Nummernserie eingereiht.
Anfangs waren alle Lokomotiven der Serie 50076 in Septemwri beheimatet und versahen dort hauptsächlich den Güterzugsdienst. Wegen der Verlängerung der Strecke nach Jakoruda im Jahr 1937 und 1943 nach Bansko wurden aber stärkere und schnellere Lokomotiven erforderlich. Durch die 1941 gelieferten 60176–60576 sowie die drei Triebwagen BCmot 05-01 bis 03 konnten vorerst drei Lokomotiven abgelöst werden und wurden ab 1942 sukzessive zur Schmalspurbahn Červen Brjag–Orjachowo umgesetzt. 1949 folgten nach der Lieferung der 60676–61576 die restlichen drei Exemplare. Dort ersetzten sie die für den starken Güterzugdienst mittlerweile wiederum zu schwach gewordenen Lokomotiven 176 bis 1076. Mitte der 1960er Jahre wurden sie schließlich durch auf der Rhodopenbahn frei gewordene Lokomotiven der Reihe 60076 erneut abgelöst, einige Zeit blieben sie noch für Verschubzwecke im Einsatz.

### Erhaltene Lokomotiven
In Červen Brjag verblieb nur die Lokomotive 50376, sie ist im ehemaligen Depotgelände als Denkmal aufgestellt. Die 50476 wurde nach der Ausmusterung als strategische Reserve nach Septemwri überstellt und befindet sich heute als Museumslokomotive in Bansko.
Die letztgebaute Lokomotive der Serie, die 50676, gelangte 1966 in das Eisenbahnmuseum Ruse. Dort stand die Lokomotive bis in den Zeitraum 2007…2011, anschließend wurde sie nach Septemwri gebracht und sollte äußerlich wieder aufgearbeitet werden. 2023 war sie in sehr schlechtem Zustand immer noch im Freien abgestellt.

## Technische Beschreibung

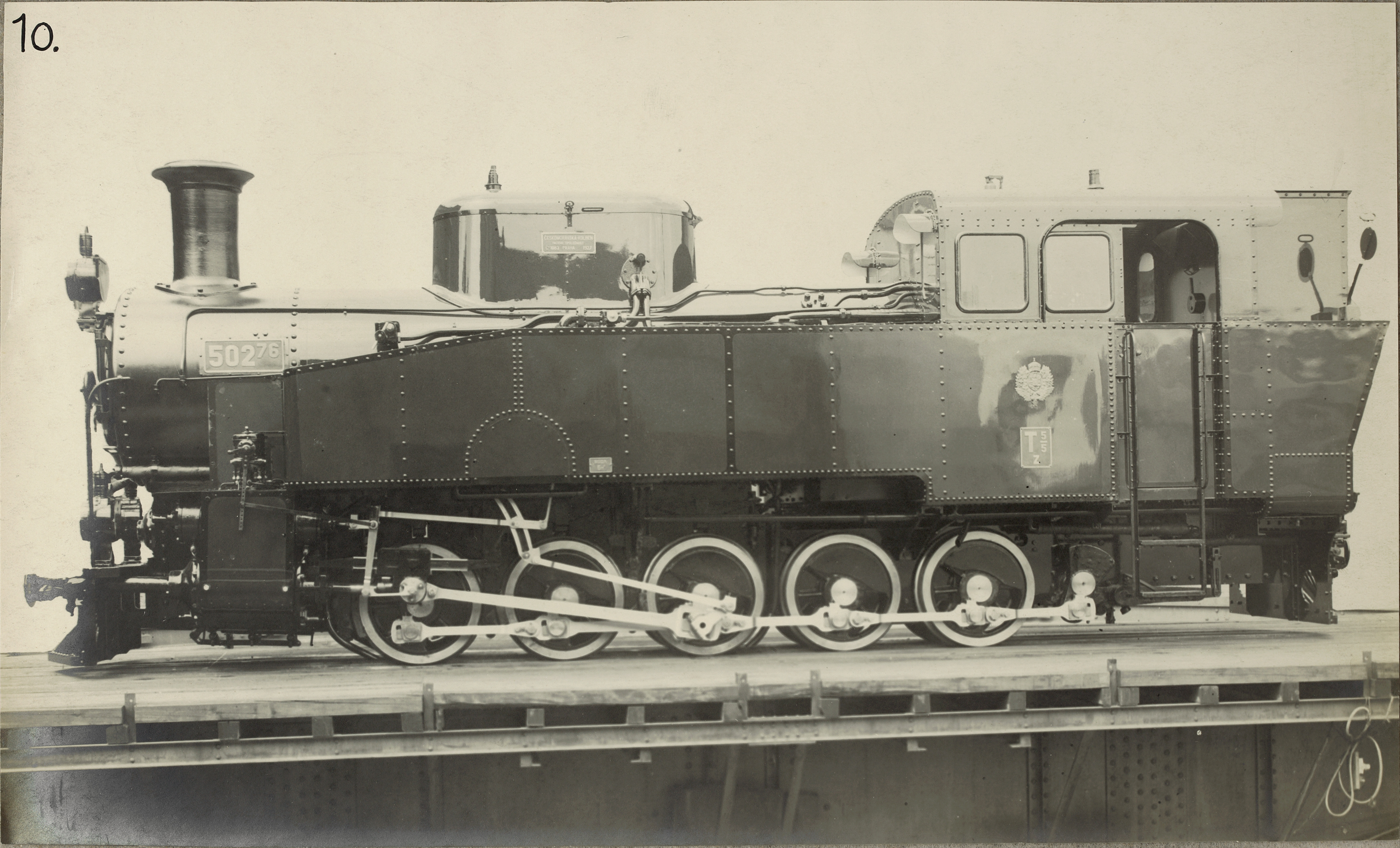
Fabrikfoto der BDŽ 502.76

Die Lokomotiven von ČKD ähneln in ihrem Grundaufbau stark der Sächsischen VI K, wurden aber in allen Abmessungen deutlich vergrößert. Viele Baumerkmale wurden von zeitgenössischen ČKD-Typen übernommen. Mit ihrer hohen Reibungsmasse und dem großen Heißdampfkessel waren sie für den Güterverkehr gut geeignet, wegen der laufachslosen Ausführung aber nur mit eher geringer Geschwindigkeit. Das Laufwerk war mit seitenverschiebbaren Achsen für die engen Radien von 50 bis 60 m ausgeführt. Zur Führung der Kuppelstangen zum fünften Radsatz wurde dahinter eine Blindwelle im Rahmen angeordnet. Bei der Lieferung waren sie mit einer Dampf- sowie Vakuumbremse ausgerüstet, die Anfang der 1960er Jahre auf eine Druckluftbremse umgebaut wurde.
Die beiden Lokomotiven der zweiten Lieferung erhielten ein geringfügig verkleinertes, aber sonst gleich ausgeführtes Triebwerk, der Kessel wurde hingegen erheblich um über 25 % verkleinert. Auch die Wasser- und Kohlenvorräte erwiesen sich als zu gering, der Kohlenbunker hinter dem Führerhaus wurde deshalb später massiv vergrößert. Sie bewährten sich dementsprechend schlecht und mit dem weiteren Ausbau der Rhodopenbahn wurde damit erst recht eine Ablöse dieser ebenfalls nur 30 km/h schnellen Lokomotiven erforderlich.

## Lokomotivliste
Erhaltene Lokomotiven sind hervorgehoben
| Hersteller | Fabriks- Nummer | Baujahr | Nummer | Historie                        | ausgemustert | Verbleib aktuell | Anmerkung                   |
| ---------- | --------------- | ------- | ------ | ------------------------------- | ------------ | ---------------- | --------------------------- |
| ČKD        | 1082            | 1927    | 50176  |                                 | 1971         |                  | verschrottet                |
| ČKD        | 1083            | 1927    | 50276  |                                 | 1971         |                  | verschrottet                |
| ČKD        | 1084            | 1927    | 50376  |                                 | 1971         | Červen Brjag     | Denkmal seit 1988           |
| ČKD        | 1085            | 1927    | 50476  |                                 | 1979         | Bansko           | abgestellt (im Lokschuppen) |
| BMAG       | 8451            | 1931    | 50576  | 1969 PJI Sofia                  | 1971         |                  | verschrottet                |
| BMAG       | 8452            | 1931    | 50676  | 1966 bis 2007…2011: Museum Ruse | 1966         | Septemvri        | abgestellt                  |